# Macrothemis lauriana
Macrothemis lauriana – gatunek ważki z rodziny ważkowatych (Libellulidae).